# Sevelinges
Sevelinges ist eine französische Gemeinde mit 650 Einwohnern (Stand 1. Januar 2022) im Département Loire in der Region Auvergne-Rhône-Alpes (vor 2016 Rhône-Alpes). Die Gemeinde gehört zum Arrondissement Roanne und zum Kanton Charlieu.

## Geografie
Sevelinges liegt etwa 20 Kilometer ostnordöstlich von Roanne. Umgeben wird Sevelinges von den Nachbargemeinden Cuinzier im Norden und Nordwesten, Le Cergne im Norden, Cours im Osten und Südosten, La Gresle im Süden sowie Jarnosse im Westen.

## Bevölkerungsentwicklung
| Jahr      | 1962 | 1968 | 1975 | 1982 | 1990 | 1999 | 2006 | 2018 |
| Einwohner | 693  | 600  | 502  | 503  | 584  | 582  | 624  | 642  |

Quellen: Cassini und INSEE

## Sehenswürdigkeiten
- Kirche Martyre-de-Saint-Jean-Baptiste

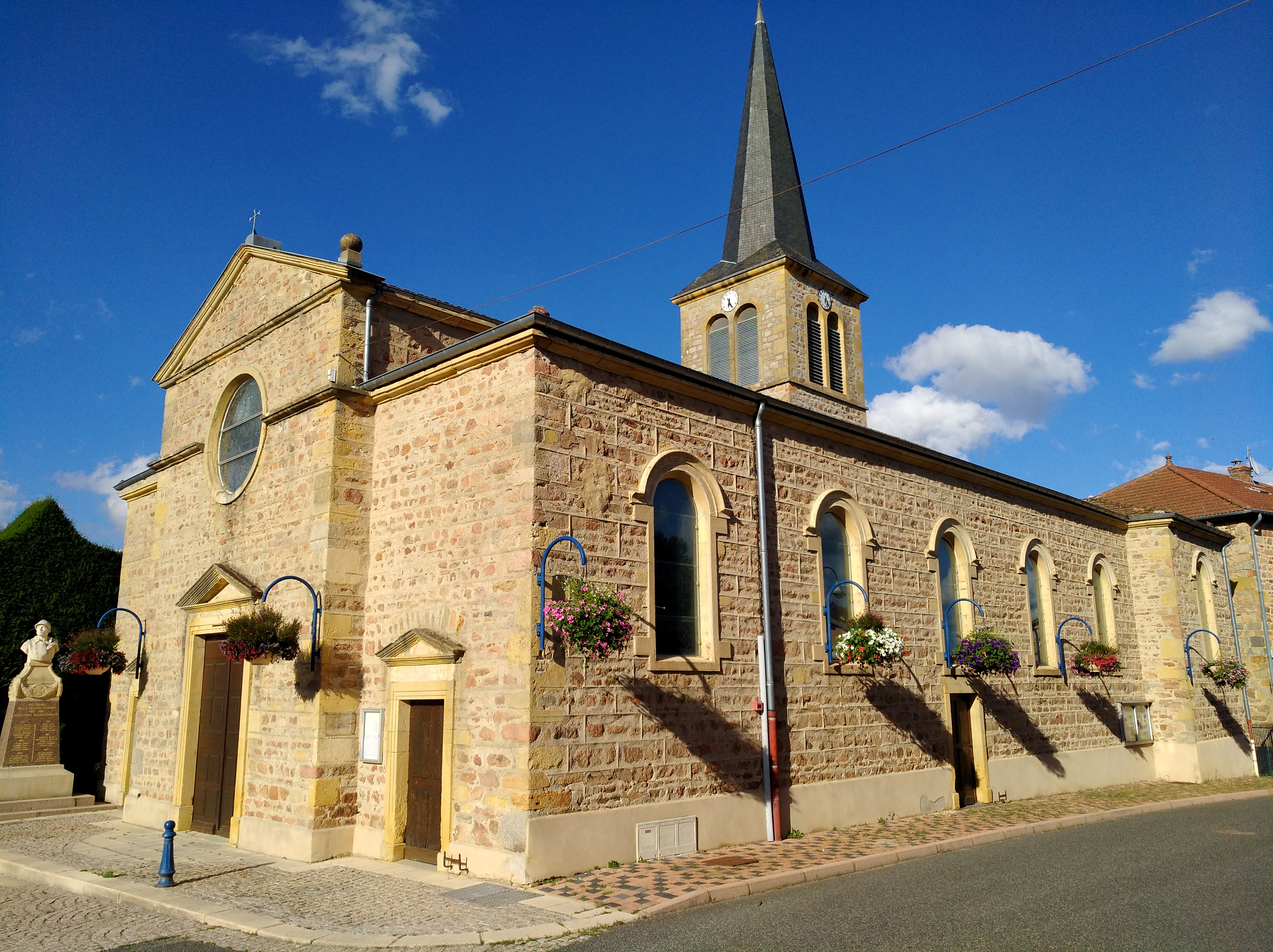
Kirche Martyre-de-Saint-Jean-Baptiste